# 長坂の戦い
長坂の戦い（ちょうはんのたたかい）は、中国・後漢末期の戦い。 建安13年（208年）、荊州に進出した曹操は少数精鋭で劉備を追撃し、南郡当陽県の長坂（現在の湖北省荊門市掇刀区）で追いついて江陵が劉備に奪われるのを防いだが、殿となった張飛の活躍により劉備は江夏へ逃れた。

## 概要
華北平定後、漢の丞相・曹操は中華南部、即ち荊州方面へと目を向けた。最後の敵である荊州牧・劉表への攻勢を決意した曹操は、劉表を討ち天下を統一すべく15万ともいう大軍を南下させた。この最中、劉表は突然の病に斃れ、劉家は家督相続をめぐって内部分裂を起こす。外戚の蔡瑁を筆頭とする有力豪族らは、蔡瑁の姉で劉表側室の蔡夫人の子・劉琮を擁立。劉表生前から江夏に左遷されていた長男の劉琦を退け、劉琮を正式な後継者として家督を継承させた。

## 正史での長坂の戦い
劉表の死後、家督を継いだ劉琮は当初は曹操に対して独立を守る徹底抗戦を主張していた。しかし、蔡瑁・蒯越・傅巽・韓嵩・王粲らの進言から、最終的には曹操に降伏した。
劉表の客将であり樊城に駐屯していた劉備は襄陽に向かう。諸葛亮は劉琮を攻撃すれば荊州を支配できると進言するも、劉備は生前の劉表からの恩義からこの提案を却下。劉備は劉琮との会見を望むが、劉琮は恐れをなして出てこなかった。その後、十数万の荊州の人々が劉備に帰順して付き従ったので、南下する劉備は一日に十里余りしか進めなかった。そこで、劉備は関羽と諸葛亮に数百隻の船団の指揮を委ね、彼らの一部を分乗させると江陵で落ち合う事とした。
南下する劉備が軍需物資が豊富な江陵を占拠することを危惧した曹操は、輜重隊を後方に置いたまま進軍を強行し、襄陽を占拠する。曹操は自ら曹純・文聘と騎兵5千を率いて昼夜兼行の強行軍で劉備を追撃。当陽県長坂で劉備に追いつくと、劉備は妻子を棄てて諸葛亮らとともに数十騎で逃走した。趙雲が阿斗（後の劉禅）と甘夫人を保護したが、劉備の娘二人が曹純に捕獲された。
劉備より分かれて20騎を従えた張飛は殿を務め、川に拠って橋を切り落とした。張飛が目をいからせ鉾を横に構えながら「張益徳、これにあり！死にたい奴からかかって来い！」と呼ばわると、あえて張飛に近付く者はいなかった。この為に劉備は逃げ延びる事ができた。
吉野で関羽が指揮を執る船団と合流した劉備は諸葛亮の建策によって呉と同盟を打診する事を決め、劉表の弔問に来ていた魯粛と共に諸葛亮を使者として派遣した。呉書には呉巨を頼って落ち延びるつもりであったが、駆け付けた魯粛の助言により孫権との同盟を決意したともある。夏口へ到達した劉備は諸葛亮を江東へと派遣し、江東の大勢力である孫権と同盟を結ぶ。後に孫権は曹操との敵対を決意し、数万の軍勢を派遣して劉備とともに赤壁で曹操軍を撃退する（赤壁の戦い）。

## 三国志演義での長坂の戦い

### 新野での戦闘
先代・劉表の庇護下に於いて、客将として対曹操戦線を新野に敷いていた劉備は、劉琮の降伏によって最前線で孤立する。これを好機と見た曹操軍の攻勢を前にして、前腹後背を囲まれた新野は風前の燈であった。怒涛の勢いを以って南下する曹操軍は先鋒を猛将・曹仁と曹洪に任せ、新野城主・劉備は逃亡、守兵の雲散した文字通り空城の新野へと意気揚々と入城する。しかし、これが劉備幕下の参謀の諸葛亮の計略であった。事前に一計を案じ、巧妙に空城と偽装された新野城へと誘われた曹操軍は城中で伏兵に遭い混乱、見事に撃退され、鋭を挫かれた曹操軍は一時撤退した。劉備は曹操軍を一時は撤退せしめたものの、続く第二波、第三波に対して新野の守備は不可能であると判断、曹操軍の再来前に新野を放棄すると共に、劉琮領への後退を余儀無くされた。

### 劉琮が曹操に降伏する
家督を継いで曹操へ対抗する意思のあった新進気鋭の劉琮も、退けられた兄や、先代から荊州の譲渡を勧告されていた客将の劉備の動向を懸案し、曹操への帰順を主張する功臣の蒯越や韓嵩・蔡瑁に諮る。結局、曹操陣営が前線の新野を陥落せしめると劉琮は曹操降伏を決意するに到る。これにより荊州の覇権は曹操の手に渡ったのであった。

### 逃避行の開始
劉備は先ず新野後背の樊城へと入った後、劉琮の居城で荊州統治の拠点である襄陽へと向かった。しかし、城に近付いたところで城将の張允により矢を射掛けられて劉琮から入城を拒否されてしまう。この際に劉琮配下の将である親劉備派武将の魏延が開城を強行するなど、城内で小競合いがあった。一方、劉琮の曹操への降伏を知ると共に、いよいよ進退窮まった劉備は、諸葛亮を主とした幕僚と共に対応を協議、諸葛亮の進言によって一路江陵を目差す事を決定すると共に、義弟・関羽、諸葛亮らの使者を立て続けに江夏へと派遣し、劉琦へ助力を仰いだ。

### 長坂会敵からその後迄の顛末
一路南下する劉備らは、新野より随う領民を擁した為に進行に遅れが生じてしまう。途上の当陽県長坂に差し掛かった際、遂に曹操軍に追いつかれ攻撃を受けてしまった。曹操軍先鋒の文聘の攻撃、続く曹操軍の攻勢を劉備の義弟の張飛が殿として防戦していたが、曹操軍の波状攻撃を前にして敗退を余儀無くされる。劉備は随って来た領民、妻子を見捨てて一刻も早く撤退、勢力を整え再起を図ろうとしたが離散する配下将軍は数知れず、側近の糜竺や簡雍らともはぐれてしまっていた。そして、混乱の最中に劉備の妻の糜夫人・甘夫人や劉備嫡子の阿斗（後の劉禅）家臣の糜竺らは魏兵に生け捕られてしまい、これを重んじた劉備旗下の将軍の趙雲は、迫る曹操の軍へと馬首を返すと単騎で夫人らの救出を試みる。その後、魏将の淳于導の下に囚れの身となっていた糜竺、その後に甘夫人を救出して張飛に送り届け、趙雲は糜夫人・阿斗の捜索の為に迫り来る曹操軍へと再び馬首を返した。途中、立ちはだかる幾人かの曹操軍の将を斬り、ややあって民家付近で倒れていた糜夫人を発見する。糜夫人は重傷を負っており、足手まといになるとして趙雲に阿斗を託すと、傍に在った井戸へと身を投げたのだった。趙雲は、阿斗を擁して劉備の元へと無事に帰参し、劉備はこの事に甚く感激したという。その後、長坂橋に威を張る張飛の気迫と諸葛亮の計略とを懼れた曹操軍は追走が侭ならず、後に長坂橋が焼き払われるを以って劉備軍の兵力寡少を知ったという。これにより曹操軍を一時的に足止めする事に成功した劉備一行は、先行していた関羽・諸葛亮らの水軍と合流、長江沿いに南下した。
斯くして、虎口を脱した劉備は曹操からの難を逃れ、夏口へ到達する。ここに於いて劉琦と会見、江南の領主の孫権の命で荊州情勢を探りに来た魯粛と落ち合うと、事態は後の赤壁の戦いへと遷移してゆく事になる。又、先の長坂に於ける功で趙雲は牙門将軍へ昇進、後も蜀の忠臣として活躍する。